# Teresa Hill
Teresa Hill (Burley, Idaho, 9 de Maio de 1969) é uma atriz estadunidense.

## Filmografia

### Televisão
- 2003 Guiding Light como Eden August
- 2003 Law & Order como Gwen
- 2001 Baywatch como Brit Schuster
- 1997 Pacific Blue como Sheila Dickson
- 1996 Melrose Place como Claire Duncan
- 1995 Models, Inc. como Linda Holden
- 1995 Hercules: The Legendary Journeys como Nemesis

### Cinema
- 2003 The Look como Stephanie
- 2001 The Hollywood Sign como Wendy
- 2001 The New Women como Tania
- 2001 The 3 Little Wolfs como Tami
- 2000 Cruel Intentions 2 como Lilly
- 2000 Looking for Lois como Lois
- 1999 Twin Falls Idaho como Sissy
- 1997 Nowhere como Shannon
- 1996 Kids & Tell como Ivy Roberts
- 1996 Bio-Dome como Jen
- 1994 Unfaithful como Casey
- 1994 Puppet Master 5 como Lauren
- 1993 Puppet Master 4 como Lauren
- 1991 The Being from Earth como Melissa